# Бегею-Мік
Бегею-Мік (рум. Begheiu Mic) — село у повіті Тіміш в Румунії. Адміністративно підпорядковане місту Феджет.
Село розташоване на відстані 346 км на північний захід від Бухареста, 71 км на схід від Тімішоари.

## Населення
За даними перепису населення 2002 року у селі проживали 337 осіб, з них 332 особи (98,5%) румунів. Рідною мовою 332 особи (98,5%) назвали румунську.